# Glândula gástrica

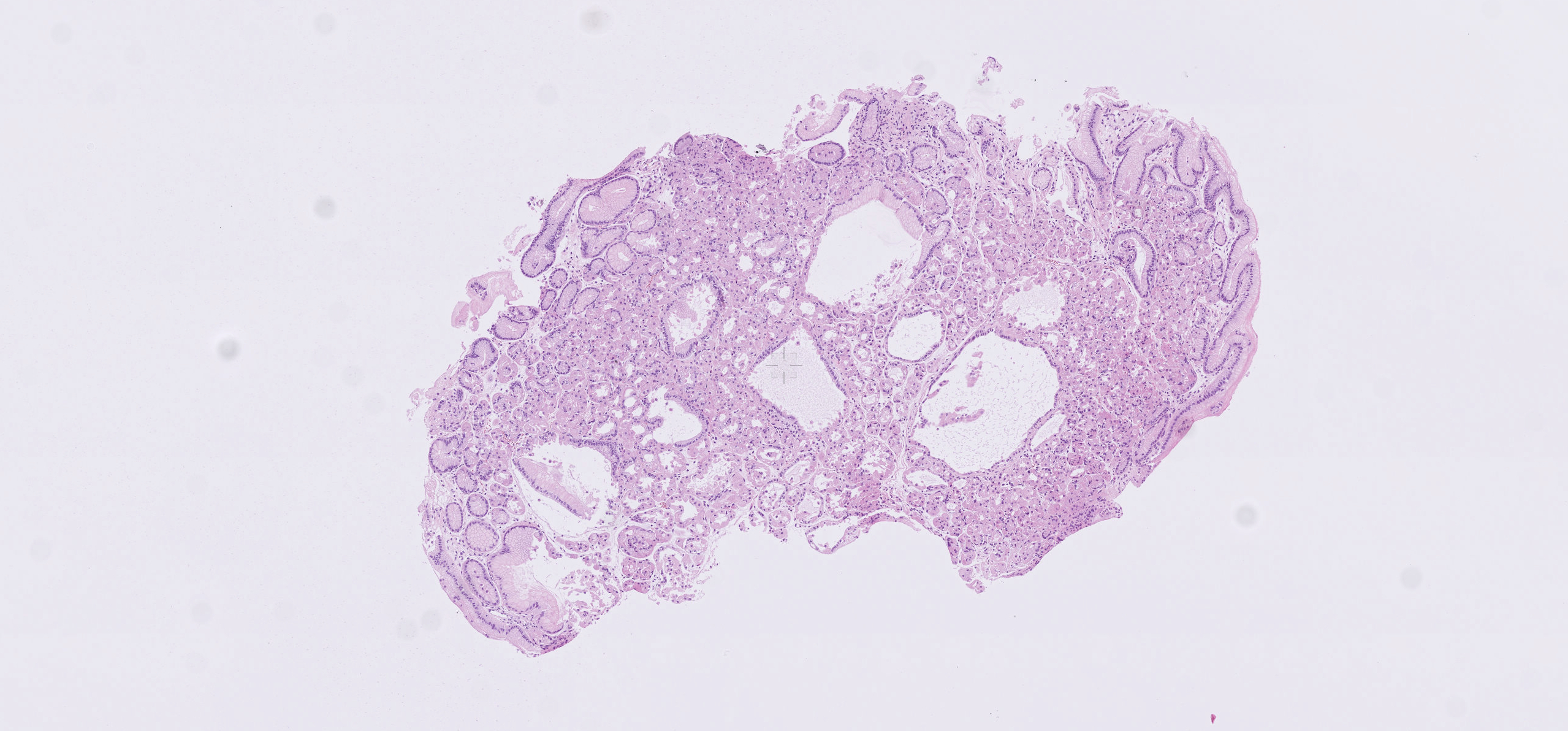
Imagem histopatológica das glândulas do fundo, mais precisamente da síndrome que causa a formação de pólipos

As glândulas gástricas estão localizadas em diferentes regiões do estômago. Estas são as  'glândulas fundicas' ', as'  glândulas cardíacas  'e as' 'glândulas pilóricas' . As glândulas e as fossas gástricas estão localizadas na mucosa gástrica. As próprias glândulas estão na lâmina própria da membrana mucosa e se abrem para as bases das fossas gástricas formadas pelo epitélio. As várias células das glândulas secretam muco, pepsinogênio, ácido clorídrico, fator intrínseco, gastrina e bicarbonato.

## Tipos
Os três tipos de glândula estão todos localizados abaixo das fossas gástricas dentro da mucosa gástrica - a membrana mucosa do estômago. A mucosa gástrica está repleta de inúmeras fossas gástricas que abrigam 3-5 glândulas gástricas.
As glândulas cardíacas são encontradas na cárdia do estômago, que é a parte mais próxima do coração, fechando a abertura onde o esôfago se une ao estômago. Somente glândulas cardíacas são encontradas aqui e secretam primariamente muco. Eles são menos numerosas que as outras glândulas gástricas e são posicionados mais superficialmente na mucosa. Existem dois tipos - glândulas tubulares simples com ductos curtos ou glândulas racemose compostas que se assemelham às glândulas de Brunner duodenais.
As glândulas fúngicas (ou glândulas oxínticas) são encontradas no fundo e no corpo do estômago. São simples tubos quase retos, dois ou mais dos quais abrem em um único duto. "Oxíntico" significa secreção de ácido e secretam ácido clorídrico (HCl) e fator intrínseco.
As glândulas pilóricas estão localizadas no antro do piloro. Eles secretam gastrina produzida por suas células G.